# Sumter County, South Carolina
Sumter County är ett administrativt område i delstaten South Carolina, USA, som hade 107 456 invånare år 2010. Den administrativa huvudorten (county seat) är Sumter.
Shaw Air Force Base är beläget i countyt.

## Geografi
Enligt United States Census Bureau har countyt en total area på 1 766 km². 1 722 km² av den arean är land och 44 km² är vatten.

### Angränsande countyn
- Lee County, South Carolina - nord
- Florence County, South Carolina - nordöst
- Clarendon County, South Carolina - syd
- Calhoun County, South Carolina - sydväst
- Richland County, South Carolina - väst
- Kershaw County, South Carolina - nordväst

### Orter
- Cherryvale
- Dalzell
- Sumter (huvudort)